# 2020 en sport hippique
| Années du sport hippique : 2017 - 2018 - 2019 - 2020 - 2021 - 2022 - 2023    |
| Décennies du sport hippique : 1990 - 2000 - 2010 - 2020 - 2030 - 2040 - 2050 |

Cet article résume les faits marquants de l'année 2020 dans le monde du sport hippique.

## Courses de plat

### Ratings

#### Chevaux
Les plus haut ratings de l'année, décernée par la FIAH.
| Rang | Cheval           | Nationalité | Père               | Rating | Distance | Surface | Performance de référence        |
| 1    | Ghaiyyath        | Royaume-Uni | Dubawi             | 130    | 2 000 m  | Turf    | 1er International Stakes        |
| 2    | Authentic        | États-Unis  | Into Mischief      | 126    | 2 000 m  | Dirt    | 1er Breeders' Cup Classic       |
| 3    | Addeybb          | Royaume-Uni | Pivotal            | 125    | 2 000 m  | Turf    | 1re Champion Stakes             |
| 3    | Bivouac          | Australie   | Exceed and Excel   | 125    | 1 200 m  | Turf    | 1er Newmarket Handicap          |
| 3    | Classique Legend | Australie   | Not A Single Doubt | 125    | 1 200 m  | Turf    | 1er The Everest                 |
| 3    | Palace Pier      | Royaume-Uni | Kingman            | 125    | 1 600 m  | Turf    | 1er Prix Jacques Le Marois      |
| 3    | Persian King     | France      | Kingman            | 125    | 1 600 m  | Turf    | 1er Prix du Moulin de Longchamp |
| 3    | Stradivarius     | Royaume-Uni | Sea The Stars      | 125    | 4 000 m  | Turf    | 1er Ascot Gold Cup              |
| 3    | Tiz The Law      | États-Unis  | Street Cry         | 125    | 2 000 m  | Dirt    | 1er Travers Stakes              |

#### Courses
Les dix meilleures courses de l'année par la moyenne des rating FIAH des quatre premiers.
| Rang | Cheval                 | Hippodrome   | Pays        | Distance | Surface | Premier        | Deuxième     | Troisième       | Quatrième          | Rating |
| 1    | International Stakes   | York         | Royaume-Uni | 2 080 m  | Turf    | Ghaiyyath      | Magical      | Lord North      | Kameko             | 125,25 |
| 2    | Irish Champion Stakes  | Leopardstown | Irlande     | 2 000 m  | Dirt    | Magical        | Ghaiyyath    | Armory          | Sottsass           | 124,75 |
| 3    | Japan Cup              | Ascot        | Royaume-Uni | 2 400 m  | Turf    | Almond Eye     | Contrail     | Daring Tact     | Curren Bouquetd'or | 124,50 |
| 4    | Breeders’ Cup Turf     | Keeneland    | États-Unis  | 2 400 m  | Turf    | Tarnawa        | Magical      | Channel Maker   | Lord North         | 123,75 |
| 4    | Tennō Shō (automne)    | Kyoto        | Japon       | 2 000 m  | Turf    | Almond Eye     | Fierement    | Chrono Genesis  | Danon Premium      | 123,75 |
| 6    | Eclipse Stakes         | Sandown Park | Royaume-Uni | 2 000 m  | Turf    | Ghaiyyath      | Enable       | Japan           | Magic Wand         | 123,50 |
| 7    | Yasuda Kinen           | Tokyo        | Japon       | 1 600 m  | Turf    | Danon Kingly   | Gran Alegria | Schnell Meister | Indy Champ         | 123,25 |
| 7    | Prix Jacques Le Marois | Deauville    | France      | 1 600 m  | Turf    | Palace Pier    | Alpine Star  | Circus Maximus  | Persian King       | 123,25 |
| 9    | Champion Stakes        | Ascot        | Royaume-Uni | 2 000 m  | Turf    | Addeybb        | Skalleti     | Magical         | Serpentine         | 123    |
| 10   | Arima Kinen            | Nakayama     | Japon       | 2 500 m  | Turf    | Chrono Genesis | Salacia      | Fierement       | Lucky Lilac        | 122,75 |

### Récompenses

#### Europe
La cérémonie des Cartier Racing Awards s'est tenue le 20 novembre à l'hôtel Dorchester de Londres.
| Cheval de l'année          | Ghaiyyath       | Royaume-Uni |
| Meilleur cheval d'âge      | Ghaiyyath       | Royaume-Uni |
| Meilleur poulain de 3 ans  | Palace Pier     | Royaume-Uni |
| Meilleur pouliche de 3 ans | Love            | Irlande     |
| Meilleur poulain de 2 ans  | Van Gogh        | Irlande     |
| Meilleur pouliche de 2 ans | Pretty Gorgeous | Irlande     |
| Meilleur sprinter          | Stradivarius    | Royaume-Uni |
| Meilleur stayer            | Battaash        | Royaume-Uni |

|                                               | France                              | Royaume-Uni        | Irlande                        |
| Cravache d'or (par victoires)                 | Pierre-Charles Boudot (219)         | Oisin Murphy (142) | Colin Keane (100)              |
| Tête de liste des jockeys (par gains)         | Pierre-Charles Boudot (7 058 367 €) |                    | Seamie Heffernan (2 609 075 €) |
| Tête de liste des entraîneurs (par victoires) | Jean-Claude Rouget                  |                    | Aidan O'Brien (102)            |
| Tête de liste des entraîneurs (par gains)     | André Fabre                         | John Gosden        | Aidan O'Brien (4 351 590 €)    |
| Tête de liste des propriétaires (par gains)   | Écurie Godolphin                    | Hamdan Al Maktoum  |                                |
| Tête de liste des étalons (par gains)         | Siyouni                             | Galileo            | Galileo                        |

#### France

##### Têts de liste des jockeys
| Rang | Jockey                | Chevaux | Partants | Victoires | Places | Allocations (€) |
| ---- | --------------------- | ------- | -------- | --------- | ------ | --------------- |
| 1    | Pierre-Charles Boudot | 592     | 994      | 219       | 452    | 7.058.367       |
| 2    | Maxime Guyon          | 637     | 1.084    | 135       | 557    | 4.509.716       |
| 3    | Cristian Demuro       | 462     | 834      | 120       | 441    | 5.638.062       |
| 4    | Mickael Barzalona     | 471     | 774      | 118       | 382    | 4.287.231       |
| 5    | Christophe Soumillon  | 388     | 608      | 109       | 298    | 3.955.350       |
| 6    | Théo Bachelot         | 527     | 971      | 108       | 463    | 2.790.157       |
| 7    | Marie Velon           | 389     | 680      | 84        | 266    | 1.282.347       |
| 8    | Anthony Crastus       | 482     | 890      | 74        | 402    | 1.876.748       |
| 9    | Eddy Hardouin         | 503     | 899      | 72        | 374    | 1.986.536       |
| 10   | Julien Augé           | 253     | 442      | 71        | 207    | 1.369.101       |

##### Têtes de liste des entraineurs
| Rang | Entraîneur             | Chevaux | Partants | Victoires | Places | Allocations (€) |
| ---- | ---------------------- | ------- | -------- | --------- | ------ | --------------- |
| 1    | Jean-Claude Rouget     | 167     | 557      | 128       | 320    | 5.056.126       |
| 2    | André Fabre            | 162     | 501      | 98        | 264    | 3.851.350       |
| 3    | Francis-Henri Graffard | 92      | 310      | 66        | 161    | 2.798.866       |
| 4    | Fredéric Rossi         | 151     | 663      | 112       | 365    | 2.647.712       |
| 5    | Henri-Alex Pantall     | 189     | 852      | 95        | 342    | 2.338.293       |
| 6    | Andréa Marcialis       | 113     | 539      | 76        | 294    | 1.938.495       |
| 7    | Fabrice Chappet        | 102     | 370      | 52        | 182    | 1.891.677       |
| 8    | Christophe Escuder     | 150     | 954      | 105       | 413    | 1.793.752       |
| 9    | Jérome Reynier         | 98      | 541      | 85        | 277    | 1.637.523       |
| 10   | Christophe Ferland     | 94      | 400      | 68        | 200    | 1.475.403       |

##### Têtes de liste des propriétaires
| Rang | Propriétaire              | Chevaux | Partants | Victoires | Places | Allocations (€) |
| ---- | ------------------------- | ------- | -------- | --------- | ------ | --------------- |
| 1    | Écurie Godolphin          | 77      | 281      | 60        | 147    | 2.240.782       |
| 2    | White Birch Farm          | 16      | 44       | 9         | 25     | 2.233.371       |
| 3    | Écurie Aga Khan           | 72      | 256      | 59        | 128    | 1.840.051       |
| 4    | Écurie Wertheimer & frère | 95      | 353      | 56        | 182    | 1.530.865       |
| 5    | Gérard Augustin-Normand   | 117     | 498      | 70        | 231    | 1.261.843       |
| 6    | Jean-Claude Seroul        | 59      | 318      | 59        | 164    | 1.132.261       |
| 7    | Al Shaqab Racing          | 94      | 286      | 34        | 152    | 1.070.487       |
| 8    | Coolmore                  | 14      | 16       | 4         | 8      | 1.002.060       |
| 9    | Gestüt Schlenderhan       | 5       | 9        | 1         | 7      | 932.138         |
| 10   | Hamdam Al Makhtoum        | 41      | 127      | 20        | 75     | 863.447         |

#### États-Unis
La 50ème cérémonie des Eclipse Awards, récompensant les meilleurs chevaux américains, se tient le 28 janvier 2021 sur l'hippodrome de Gulfstream Park, en Floride, et récompense les meilleurs chevaux de 2020.
| Cheval de l'année                   | Authentic         | États-Unis |
| Meilleur poulain de 3 ans           | Authentic         | États-Unis |
| Meilleur pouliche de 3 ans          | Swiss Skydiver    | États-Unis |
| Meilleur poulain de 2 ans           | Essential Quality | États-Unis |
| Meilleur pouliche de 2 ans          | Vequist           | États-Unis |
| Cheval de l'année sur le gazon      | Channel Maker     | Canada     |
| Jument de l'année sur le gazon      | Rushing Fall      | États-Unis |
| Cheval d'âge de l'année sur le dirt | Improbable        | États-Unis |
| Jument d'âge de l'année sur le dirt | Monomoy Girl      | États-Unis |
| Meilleur sprinter                   | Whitmore          | États-Unis |
| Meilleur sprinteuse                 | Gamine            | États-Unis |

| Tête de liste des jockeys (par victoires) | Irad Ortiz, Jr. | 298          |
| Tête de liste des jockeys (par gains)     | Irad Ortiz, Jr. | $ 21 013 014 |
| Tête de liste des entraîneurs (par gains) | Steve Asmussen  | $ 20 194 201 |
| Tête de liste des étalons                 | Into Mischief   | $ 21 640 685 |

#### Autres pays
|                   | Japon      | Australie    |
| Cheval de l'année | Almond Eye | Nature Strip |

### Résultats des courses majeures

#### Courses degroupe 1en France
| Date         | Course                        | Hippodrome  | Vainqueur         | Pays        | Jockey                | Entraîneur             | Propriétaire               |
| ------------ | ----------------------------- | ----------- | ----------------- | ----------- | --------------------- | ---------------------- | -------------------------- |
| 1er juin     | Poule d'Essai des Pouliches   | Deauville   | Dream and do      | France      | Maxime Guyon          | Fréderic Rossi         | Haras du Logis-St Germain  |
| 1er juin     | Poule d'Essai des Poulains    | Deauville   | Victor Ludorum    | France      | Mickaël Barzalona     | André Fabre            | Godolphin                  |
| 14 juin      | Prix Saint-Alary              | Longchamp   | Tawkeel           | France      | Cristian Demuro       | Jean-Claude Rouget     | Hamdam Al Makhtoum         |
| 14 juin      | Prix Ganay                    | Longchamp   | Sottsass          | France      | Cristian Demuro       | Jean-Claude Rouget     | White Birch Farm           |
| 28 juin      | Grand Prix de Saint-Cloud     | Saint-Cloud | Way to Paris      | France      | Pierre-Charles Boudot | Andrea Marcialis       | Paola Ferrario             |
| 5 juillet    | Prix du Jockey Club           | Chantilly   | Mishriff          | Royaume-Uni | Ioritz Mendizabal     | John Gosden            | Prince Faisal              |
| 5 juillet    | Prix de Diane                 | Chantilly   | Fancy Blue        | Irlande     | Pierre-Charles Boudot | Donnacha O'Brien       | Coolmore                   |
| 12 juillet   | Prix Jean Prat                | Deauville   | Pinatubo          | Royaume-Uni | William Buick         | Charlie Appleby        | Godolphin                  |
| 19 juillet   | Prix d'Ispahan                | Longchamp   | Persian King      | France      | Pierre-Charles Boudot | André Fabre            | Ballymore Thoroughbred Ltd |
| 14 juillet   | Grand Prix de Paris           | Longchamp   | Mogul             | Irlande     | Pierre-Charles Boudot | Aidan O'Brien          | Coolmore                   |
| 2 août       | Prix Rothschild               | Deauville   | Watch me          | France      | Pierre-Charles Boudot | Francis-Henri Graffard | A. Tamagni-Bodmer          |
| 9 août       | Prix Maurice de Gheest        | Deauville   | Space blues       | Royaume-Uni | William Buick         | Charlie Appleby        | Godolphin                  |
| 16 août      | Prix Jacques Le Marois        | Deauville   | Palace Pier       | Royaume-Uni | Lanfranco Dettori     | John Gosden            | Hamdan Bin M. Al Maktoum   |
| 23 août      | Prix Morny                    | Deauville   | Campanelle        | États-Unis  | Lanfranco Dettori     | Wesley Ward            | Stonestreet Stables LLC    |
| 23 août      | Prix Jean Romanet             | Deauville   | Audarya           | Royaume-Uni | Ioritz Mendizabal     | James Fanshawe         | Alison M. Swinburn         |
| 6 septembre  | Prix du Moulin de Longchamp   | Longchamp   | Persian King      | France      | Pierre-Charles Boudot | André Fabre            | Ballymore Thoroughbred Ltd |
| 13 septembre | Prix Vermeille                | Longchamp   | Tarnawa           | Irlande     | Christophe Soumillon  | Dermot Weld            | S.A. Aga Khan              |
| 3 octobre    | Prix du Cadran                | Longchamp   | Princess Zoe      | Irlande     | Joseph Sheridan       | Anthony Mullins        | P. Kehoe & P. Crampton     |
| 3 octobre    | Prix de Royallieu             | Longchamp   | Wonderful Tonight | Royaume-Uni | Tony Piccone          | David Menuisier        | Christopher N. Wright      |
| 4 Octobre    | Prix de la Forêt              | Longchamp   | One Master        | Royaume-Uni | Pierre-Charles Boudot | William Haggas         | Lael Stable                |
| 4 Octobre    | Prix de l'Abbaye de Longchamp | Longchamp   | Wooded            | France      | Pierre-Charles Boudot | Francis-Henri Graffard | Al Shaqab Racing           |
| 4 octobre    | Prix de l'Opéra               | Longchamp   | Tarnawa           | Irlande     | Christophe Soumillon  | Dermot Weld            | S.A. Aga Khan              |
| 4 octobre    | Prix Marcel Boussac           | Longchamp   | Tiger Tanaka      | France      | Jessica Marcialis     | Charley Rossi          | Miguel Castro Megias       |
| 4 octobre    | Prix Jean-Luc Lagardère       | Longchamp   | Sealiway          | France      | Mickaël Barzalona     | Frédéric Rossi         | Haras de la Gousserie      |
| 4 octobre    | Prix de l'Arc de Triomphe     | Longchamp   | Sottsass          | France      | Cristian Demuro       | Jean-Claude Rouget     | White Birch Farm           |
| 24 octobre   | Critérium International       | Longchamp   | Van Gogh          | Irlande     | Pierre-Charles Boudot | Aidan O'Brien          | Coolmore                   |
| 24 octobre   | Critérium de Saint-Cloud      | Saint-Cloud | Gear Up           | Royaume-Uni | James Doyle           | Mark Johnston          | Teme Valley                |
| 25 octobre   | Prix Royal-Oak                | Longchamp   | Subjectivist      | Royaume-Uni | Joe Fanning           | Mark Johnston          | James Walker               |

#### Courses degroupe 1en Angleterre
| Date         | Course                                    | Hippodrome   | Vainqueur                                                        | Pays                                                             | Jockey                                                           | Entraîneur                                                       | Propriétaire                                                     |
| ------------ | ----------------------------------------- | ------------ | ---------------------------------------------------------------- | ---------------------------------------------------------------- | ---------------------------------------------------------------- | ---------------------------------------------------------------- | ---------------------------------------------------------------- |
| 21 mai       | Lockinge Stakes                           | Newbury      | Course non disputée (crise sanitaire de la pandémie de Covid-19) | Course non disputée (crise sanitaire de la pandémie de Covid-19) | Course non disputée (crise sanitaire de la pandémie de Covid-19) | Course non disputée (crise sanitaire de la pandémie de Covid-19) | Course non disputée (crise sanitaire de la pandémie de Covid-19) |
| 5 juin       | Coronation Cup                            | Epsom        | Ghaiyyath                                                        | Royaume-Uni                                                      | William Buick                                                    | Charlie Appleby                                                  | Godolphin                                                        |
| 6 juin       | 2000 Guineas Stakes                       | Newmarket    | Kameko                                                           | Royaume-Uni                                                      | Oisin Murphy                                                     | Andrew Balding                                                   | Qatar Racing Ltd                                                 |
| 7 juin       | 1000 Guineas Stakes                       | Newmarket    | Love                                                             | Irlande                                                          | Ryan Moore                                                       | Aidan O'Brien                                                    | Coolmore                                                         |
| 20 juin      | St. James's Palace Stakes                 | Ascot        | Palace Pier                                                      | Royaume-Uni                                                      | Lanfranco Dettori                                                | John Gosden                                                      | Hamdan Bin M. Al Maktoum                                         |
| 20 juin      | Queen Anne Stakes                         | Ascot        | Circus Maximus                                                   | Irlande                                                          | Ryan Moore                                                       | Aidan O'Brien                                                    | Écurie Niarchos & Coolmore                                       |
| 20 juin      | King's Stand Stakes                       | Ascot        | Battaash                                                         | Royaume-Uni                                                      | Jim Crowley                                                      | Charles Hills                                                    | Hamdan Al Maktoum                                                |
| 21 juin      | Prince of Wales's Stakes                  | Ascot        | Lord North                                                       | Royaume-Uni                                                      | James Doyle                                                      | John Gosden                                                      | Zayed bin Mohammed                                               |
| 22 juin      | Gold Cup                                  | Ascot        | Stradivarius                                                     | Royaume-Uni                                                      | Lanfranco Dettori                                                | John Gosden                                                      | Björn Nielsen                                                    |
| 23 juin      | Commonwealth Cup                          | Ascot        | Golden Horde                                                     | Royaume-Uni                                                      | Adam Kirby                                                       | Clive Cox                                                        | AlMohamediya Racing                                              |
| 23 juin      | Coronation Stakes                         | Ascot        | Alpine Star                                                      | Irlande                                                          | Lanfranco Dettori                                                | Jessica Harrington                                               | Écurie Niarchos                                                  |
| 24 juin      | Diamond Jubilee Stakes                    | Ascot        | Hello Youmzain                                                   | Royaume-Uni                                                      | Kevin Scott                                                      | Kevin Ryan                                                       | Haras d'Etreham & Cambridge Stud                                 |
| 4 juillet    | Derby d'Epsom                             | Epsom        | Serpentine                                                       | Irlande                                                          | Emmet McNamara                                                   | Aidan O'Brien                                                    | Coolmore                                                         |
| 4 juillet    | Oaks d'Epsom                              | Epsom        | Love                                                             | Irlande                                                          | Ryan Moore                                                       | Aidan O'Brien                                                    | Coolmore                                                         |
| 5 juillet    | Eclipse Stakes                            | Epsom        | Ghaiyyath                                                        | Royaume-Uni                                                      | William Buick                                                    | Charlie Appleby                                                  | Godolphin                                                        |
| 10 juillet   | Falmouth Stakes                           | Newmarket    | Nazeef                                                           | Royaume-Uni                                                      | Jim Crowley                                                      | John Gosden                                                      | Hamdan Al Maktoum                                                |
| 11 juillet   | July Cup                                  | Newmarket    | Oxted                                                            | Royaume-Uni                                                      | Cieren Fallon                                                    | Roger Teal                                                       | S. Piper, T. Hirschfeld & D. Fish                                |
| 25 juillet   | King George VI & Queen Elizabeth St.      | Ascot        | Enable                                                           | Royaume-Uni                                                      | Lanfranco Dettori                                                | John Gosden                                                      | Khalid Abdullah                                                  |
| 28 juillet   | Goodwood Cup                              | Goodwood     | Stradivarius                                                     | Royaume-Uni                                                      | Lanfranco Dettori                                                | John Gosden                                                      | Björn Nielsen                                                    |
| 29 juillet   | Sussex Stakes                             | Goodwood     | Mohaather                                                        | Royaume-Uni                                                      | Jim Crowley                                                      | Marcus Tregoning                                                 | Cheikh H. Al Maktoum                                             |
| 30 juillet   | Nassau Stakes                             | Goodwood     | Fancy Blue                                                       | Irlande                                                          | Ryan Moore                                                       | Donnacha O'Brien                                                 | Coolmore                                                         |
| 19 août      | International Stakes                      | York         | Ghaiyyath                                                        | Royaume-Uni                                                      | William Buick                                                    | Charlie Appleby                                                  | Godolphin                                                        |
| 20 août      | Yorkshire Oaks                            | York         | Love                                                             | Irlande                                                          | Ryan Moore                                                       | Aidan O'Brien                                                    | Coolmore                                                         |
| 21 août      | Nunthorpe Stakes                          | York         | Battaash                                                         | Royaume-Uni                                                      | Jim Crowley                                                      | Charles Hills                                                    | Hamdan Al Maktoum                                                |
| 5 septembre  | Sprint Cup                                | Haydock Park | Dream of Dreams                                                  | Royaume-Uni                                                      | Oisin Murphy                                                     | Michael Stoute                                                   | Saeed Suhail                                                     |
| 12 septembre | St. Leger Stakes                          | Doncaster    | Galileo Chrome                                                   | Irlande                                                          | Tom Marquand                                                     | Joseph O'Brien                                                   | Galileo Chrome Partnership                                       |
| 26 septembre | Cheveley Park Stakes                      | Newmarket    | Alcohol Free                                                     | Royaume-Uni                                                      | Oisin Murphy                                                     | Andrew Balding                                                   | Jeff Smith                                                       |
| 26 septembre | Middle Park Stakes                        | Newmarket    | Supremacy                                                        | Royaume-Uni                                                      | Adam Kirby                                                       | Clive Cox                                                        | Jason Goddard                                                    |
| 3 octobre    | Sun Chariot Stakes                        | Newmarket    | Nazeef                                                           | Royaume-Uni                                                      | Jim Crowley                                                      | John Gosden                                                      | Hamdam Al Maktoum                                                |
| 9 octobre    | Fillies' Mile                             | Ascot        | Pretty Gorgeous                                                  | Irlande                                                          | Shane Crosse                                                     | Joseph O'Brien                                                   | John C. Oxley                                                    |
| 10 octobre   | Dewhurst Stakes                           | Newmarket    | St Mark's Basilica                                               | Irlande                                                          | Frankie Dettori                                                  | Aidan O'Brien                                                    | Coolmore                                                         |
| 17 octobre   | British Champions Fillies' and Mares' St. | Ascot        | Wonderful Tonight                                                | Royaume-Uni                                                      | William Buick                                                    | David Menuisier                                                  | Christopher Wright                                               |
| 17 octobre   | British Champions Sprint Stakes           | Ascot        | Glen Shiel                                                       | Royaume-Uni                                                      | Hollie Doyle                                                     | Archie Watson                                                    | Hambleton Racing & Co                                            |
| 17 octobre   | Queen Elizabeth II Stakes                 | Ascot        | The Revenant                                                     | Royaume-Uni                                                      | Pierre-Charles Boudot                                            | Francis-Henri Graffard                                           | Al Asayl France                                                  |
| 17 octobre   | Champion Stakes                           | Ascot        | Addeybb                                                          | Royaume-Uni                                                      | Tom Marquand                                                     | William Haggas                                                   | Cheikh Ahmed al Maktoum                                          |
| 24 octobre   | Futurity Trophy                           | Doncaster    | Mac Swiney                                                       | Irlande                                                          | Kevin Manning                                                    | Jim Bolger                                                       | Jackie Bolger                                                    |

#### Courses degroupe 1en Irlande
| Date         | Course                          | Hippodrome   | Vainqueur         | Pays        | Jockey           | Entraîneur         | Propriétaire              |
| ------------ | ------------------------------- | ------------ | ----------------- | ----------- | ---------------- | ------------------ | ------------------------- |
| 12 juin      | Irish 2000 Guineas              | Curragh      | Siskin            | Irlande     | Colin Keane      | Ger Lyons          | Khalid Abdullah           |
| 13 juin      | Irish 1000 Guineas              | Curragh      | Peaceful          | Irlande     | Seamie Heffernan | Aidan O'Brien      | Coolmore                  |
| 27 juin      | Irish Derby                     | Curragh      | Santiago          | Irlande     | Seamie Heffernan | Aidan O'Brien      | Coolmore                  |
| 28 juin      | Pretty Polly Stakes             | Curragh      | Magical           | Irlande     | Seamie Heffernan | Aidan O'Brien      | Coolmore                  |
| 18 juillet   | Irish Oaks                      | Curragh      | Even So           | Irlande     | Colin Keane      | Ger Lyons          | Paul Shanahan & Coolmore  |
| 26 juillet   | Tattersalls Gold Cup            | Curragh      | Magical           | Irlande     | Wayne Lordan     | Aidan O'Brien      | Coolmore                  |
| 9 août       | Phoenix Stakes                  | Curragh      | Lucky Vega        | Irlande     | Shane Foley      | Jessica Harrington | Zhang Yuesheng            |
| 12 septembre | Matron Stakes                   | Leopardstown | Champers Elysées  | Irlande     | Colin Keane      | Johnny Murtagh     | Fitzwilliam Racing        |
| 12 septembre | Irish Champion Stakes           | Leopardstown | Magical           | Irlande     | Seamie Heffernan | Aidan O'Brien      | Coolmore                  |
| 13 septembre | Moyglare Stud Stakes            | Curragh      | Shale             | Irlande     | Ryan Moore       | Aidan O'Brien      | Coolmore                  |
| 13 septembre | Irish St Leger                  | Curragh      | Search For A Song | Irlande     | Oisin Orr        | Dermot Weld        | Moyglare Stud Farm        |
| 13 septembre | Vincent O'Brien National Stakes | Curragh      | Thunder Moon      | Irlande     | Declan McDonogh  | Joseph O'Brien     | Chantal Regalado-Gonzalez |
| 13 septembre | Flying Five Stakes              | Curragh      | Glass Slippers    | Royaume-Uni | Tom Eaves        | Kevin Ryan         | Bearstone Stud            |

#### Courses degroupe 1en Allemagne
| Date         | Course                   | Hippodrome  | Vainqueur       | Pays        | Jockey              | Entraîneur             | Propriétaire        |
| ------------ | ------------------------ | ----------- | --------------- | ----------- | ------------------- | ---------------------- | ------------------- |
| 12 juillet   | Deutsches Derby          | Hambourg    | In Swoop        | France      | Ronan Thomas        | Francis-Henri Graffard | Gestüt Schlenderhan |
| 26 juillet   | Bayerisches Zuchtrennen  | Munich      | Barney Roy      | Royaume-Uni | William Buick       | Charlie Appleby        | Godolphin           |
| 2 août       | Preis der Diana          | Düsseldorf  | Miss Yoda       | Royaume-Uni | Lanfranco Dettori   | John Gosden            | Écurie Westerberg   |
| 15 août      | Preis von Europa         | Cologne     | Donjah          | Allemagne   | Clément Lecœuvre    | Henk Grewe             | Darius Racing       |
| 13 septembre | Grosser Preis Von Baden  | Baden-Baden | Barney Roy      | Royaume-Uni | William Buick       | Charlie Appleby        | Godolphin           |
| 3 octobre    | Grosser Preis von Berlin | Hoppegarten | Torquator Tasso | Allemagne   | Lukas Delozier      | Marcel Weiss           | Gestüt Auenquelle   |
| 8 novembre   | Grosser Preis von Bayern | Munich      | Nancho          | Hongrie     | Bayarsaikhan Ganbat | Gabor Maronka          | Intergaj            |

#### Principales courses degroupe 1aux États-Unis
| Date        | Course                              | Hippodrome       | Vainqueur                                                        | Pays                                                             | Jockey                                                           | Entraîneur                                                       | Propriétaire                                                     |
| ----------- | ----------------------------------- | ---------------- | ---------------------------------------------------------------- | ---------------------------------------------------------------- | ---------------------------------------------------------------- | ---------------------------------------------------------------- | ---------------------------------------------------------------- |
| 25 janvier  | Pegasus World Cup                   | Gulfstream Park  | Mucho Gusto                                                      | États-Unis                                                       | Irad Ortiz, Jr.                                                  | Bob Baffert                                                      | F. bin Khalid bin Abdulaziz Al Saud                              |
| 25 janvier  | Pegasus World Cup Turf              | Gulfstream Park  | Zulu Alpha                                                       | Irlande                                                          | Tyler Gaffalione                                                 | Michael J. Maker                                                 | Michael Hui                                                      |
| 8 mai       | Man o'War Stakes                    | Belmont Park     | Course non disputée (crise sanitaire de la pandémie de Covid-19) | Course non disputée (crise sanitaire de la pandémie de Covid-19) | Course non disputée (crise sanitaire de la pandémie de Covid-19) | Course non disputée (crise sanitaire de la pandémie de Covid-19) | Course non disputée (crise sanitaire de la pandémie de Covid-19) |
| 6 juin      | Santa Anita Derby                   | Santa Anita Park | Honor A.P.                                                       | États-Unis                                                       | Mike E. Smith                                                    | John Shirreffs                                                   | C.R.K Stable LLC                                                 |
| 20 juin     | Belmont Stakes                      | Belmont Park     | Tiz The Law                                                      | États-Unis                                                       | Manny Franco                                                     | Barclay Tagg                                                     | Sackatoga Stable                                                 |
| 8 août      | Travers Stakes                      | Saratoga         | Tiz The Law                                                      | États-Unis                                                       | Manny Franco                                                     | Barclay Tagg                                                     | Sackatoga Stable                                                 |
| 12 août     | Arlington Million                   | Arlington Park   | Course non disputée (crise sanitaire de la pandémie de Covid-19) | Course non disputée (crise sanitaire de la pandémie de Covid-19) | Course non disputée (crise sanitaire de la pandémie de Covid-19) | Course non disputée (crise sanitaire de la pandémie de Covid-19) | Course non disputée (crise sanitaire de la pandémie de Covid-19) |
| 4 septembre | Kentucky Oaks                       | Churchill Downs  | Shedaresthedevil                                                 | États-Unis                                                       | Florent Géroux                                                   | Brad Cox                                                         | Flurry Racing, Qatar Racing Ltd & Big Aut Farms                  |
| 5 septembre | Kentucky Derby                      | Churchill Downs  | Authentic                                                        | États-Unis                                                       | John Velazquez                                                   | Bob Baffert                                                      | Spendthrift Farm LLC & al                                        |
| 5 septembre | Woodward Stakes                     | Saratoga         | Global Campaign                                                  | États-Unis                                                       | Luis Saez                                                        | Stanley M. Hough                                                 | Sagamore Farm & WinStar Farm                                     |
| 3 octobre   | Joe Hirsch Turf Classic Stakes      | Belmont Park     | Channel Maker                                                    | Canada                                                           | Manuel Franco                                                    | William I. Mott                                                  | G. Barber, Wachtel Stable, R. A. Hill Stable & Reeves            |
| 3 octobre   | Preakness Stakes                    | Pimlico          | Swiss Skydiver                                                   | États-Unis                                                       | Robby Albarado                                                   | Kenneth McPeek                                                   | Peter J. Callahan                                                |
| 10 octobre  | Jockey Club Gold Cup                | Belmont Park     | Happy Saver                                                      | États-Unis                                                       | Irad Ortiz Jr.                                                   | Todd Pletcher                                                    | Wertheimer & Frère                                               |
| 6 novembre  | Breeders' Cup Juvenile Turf         | Keeneland        | Fire At Will                                                     | États-Unis                                                       | Ricardo Santana                                                  | Michael Maker                                                    | Three Diamonds Farm                                              |
| 6 novembre  | Breeders' Cup Juvenile              | Keeneland        | Essential Quality                                                | États-Unis                                                       | Luis Saez                                                        | Brad Cox                                                         | Godolphin                                                        |
| 6 novembre  | Breeders' Cup Juvenile Fillies Turf | Keeneland        | Aunt Pearl                                                       | États-Unis                                                       | Florent Géroux                                                   | Brad Cox                                                         | M. Dubb, Madaket Stables & al.                                   |
| 6 novembre  | Breeders' Cup Juvenile Fillies      | Keeneland        | Vequist                                                          | États-Unis                                                       | Joel Rosario                                                     | Robert Reid                                                      | G. Barber, Wachtel Stable & Swilcan Stable                       |
| 7 novembre  | Breeders' Cup Filly & Mare Sprint   | Keeneland        | Gamine                                                           | États-Unis                                                       | John Velasquez                                                   | Bob Baffert                                                      | M. Lund Petersen                                                 |
| 7 novembre  | Breeders' Cup Filly & Mare Turf     | Keeneland        | Audarya                                                          | Royaume-Uni                                                      | Pierre-Charles Boudot                                            | James Fanshawe                                                   | Alison Swinburn                                                  |
| 7 novembre  | Breeders' Cup Sprint                | Keeneland        | Whitmore                                                         | États-Unis                                                       | Irad Ortiz, Jr.                                                  | Ron Moquett                                                      | LaPenta, Moquett & Head of Plains Partners                       |
| 7 novembre  | Breeders' Cup Turf Sprint           | Keeneland        | Glass Slippers                                                   | Royaume-Uni                                                      | Tom Eaves                                                        | Kevin Ryan                                                       | Bearstone Stud                                                   |
| 7 novembre  | Breeders' Cup Dirt Mile             | Keeneland        | Knicks Go                                                        | États-Unis                                                       | Joel Rosario                                                     | Brad Cox                                                         | Korean Racing Authority                                          |
| 7 novembre  | Breeders' Cup Mile                  | Keeneland        | Order of Australia                                               | Irlande                                                          | Pierre-Charles Boudot                                            | Aidan O'Brien                                                    | Coolmore                                                         |
| 7 novembre  | Breeders' Cup Distaff               | Keeneland        | Monomoy Girl                                                     | États-Unis                                                       | Florent Géroux                                                   | Brad H. Cox                                                      | M. Dubb, Monomoy Stables & al                                    |
| 7 novembre  | Breeders' Cup Turf                  | Keeneland        | Tarnawa                                                          | Irlande                                                          | Colin Keane                                                      | Dermot Weld                                                      | Écurie Aga Khan                                                  |
| 7 novembre  | Breeders' Cup Classic               | Keeneland        | Authentic                                                        | États-Unis                                                       | John Velasquez                                                   | Bob Baffert                                                      | Spendthrift Farm                                                 |

#### Principales courses degroupe 1dans les autres pays
| Date        | Course                        | Pays            | Hippodrome    | Vainqueur                                                        | Pays                                                             | Jockey                                                           | Entraîneur                                                       | Propriétaire                                                     |
| ----------- | ----------------------------- | --------------- | ------------- | ---------------------------------------------------------------- | ---------------------------------------------------------------- | ---------------------------------------------------------------- | ---------------------------------------------------------------- | ---------------------------------------------------------------- |
| 29 février  | Saudi Cup                     | Arabie saoudite | Riyad         | Maximum Security                                                 | États-Unis                                                       | Luis Saez                                                        | Jason Servis                                                     | Gary & Mary West / Coolmore                                      |
| 29 mars     | Dubaï Golden Shaheen          | Dubaï           | Meydan        | Course non disputée (crise sanitaire de la pandémie de Covid-19) | Course non disputée (crise sanitaire de la pandémie de Covid-19) | Course non disputée (crise sanitaire de la pandémie de Covid-19) | Course non disputée (crise sanitaire de la pandémie de Covid-19) | Course non disputée (crise sanitaire de la pandémie de Covid-19) |
| 29 mars     | Dubaï Sheema Classic          | Dubaï           | Meydan        | Course non disputée (crise sanitaire de la pandémie de Covid-19) | Course non disputée (crise sanitaire de la pandémie de Covid-19) | Course non disputée (crise sanitaire de la pandémie de Covid-19) | Course non disputée (crise sanitaire de la pandémie de Covid-19) | Course non disputée (crise sanitaire de la pandémie de Covid-19) |
| 29 mars     | Dubaï Turf                    | Dubaï           | Meydan        | Course non disputée (crise sanitaire de la pandémie de Covid-19) | Course non disputée (crise sanitaire de la pandémie de Covid-19) | Course non disputée (crise sanitaire de la pandémie de Covid-19) | Course non disputée (crise sanitaire de la pandémie de Covid-19) | Course non disputée (crise sanitaire de la pandémie de Covid-19) |
| 29 mars     | Dubaï World Cup               | Dubaï           | Meydan        | Course non disputée (crise sanitaire de la pandémie de Covid-19) | Course non disputée (crise sanitaire de la pandémie de Covid-19) | Course non disputée (crise sanitaire de la pandémie de Covid-19) | Course non disputée (crise sanitaire de la pandémie de Covid-19) | Course non disputée (crise sanitaire de la pandémie de Covid-19) |
| 12 avril    | Oka Shō                       | Japon           | Hanshin       | Daring Tact                                                      | Japon                                                            | Kohei Matsuyama                                                  | Haruki Sugiyama                                                  | Normandy Thoroughbred Racing                                     |
| 19 avril    | Satsuki Shō                   | Japon           | Nakayama      | Contrail                                                         | Japon                                                            | Yuichi Fukunaga                                                  | Yoshito Yahagi                                                   | Shinji Maeda                                                     |
| 26 avril    | Queen Elizabeth II Cup        | Hong Kong       | Sha Tin       | Exultant                                                         | Irlande                                                          | Zac Putron                                                       | Tony Cruz                                                        | Eddie Wong Ming Chak & Wong Leung Sau Hing                       |
| 3 mai       | Tennō Shō (printemps)         | Japon           | Kyoto         | Fierement                                                        | Japon                                                            | Christophe Lemaire                                               | Takahisa Tezuka                                                  | Sunday Racing                                                    |
| 24 mai      | Yūshun Himba                  | Japon           | Fuchū         | Daring Tact                                                      | Japon                                                            | Kohei Matsuyama                                                  | Haruki Sugiyama                                                  | Normandy Thoroughbred Racing                                     |
| 31 mai      | Tokyo Yūshun (Derby Japonais) | Japon           | Fuchū         | Contrail                                                         | Japon                                                            | Yuichi Fukunaga                                                  | Yoshito Yahagi                                                   | Shinji Maeda                                                     |
| 6 juin      | Yasuda Kinen                  | Japon           | Fuchū         | Danon Kingly                                                     | Japon                                                            | Yuga Kawada                                                      | Kiyoshi Hagiwara                                                 | Danox Co Ltd                                                     |
| 28 juin     | Takarazuka Kinen              | Japon           | Hanshin       | Chrono Genesis                                                   | Japon                                                            | Yuichi Kitamura                                                  | Takashi Saito                                                    | Sunday Racing Co Ltd                                             |
| 25 juillet  | Durban July                   | Afrique du Sud  | Greyville     | Belgarion                                                        | Afrique du Sud                                                   | Richard Fourie                                                   | Justin-S. Snaith                                                 | Mr A.N. & The Hon Mrs G.R. Foster                                |
| 4 octobre   | Sprinters Stakes              | Japon           | Nakayama      | Gran Alegria                                                     | Japon                                                            | Christophe Lemaire                                               | Kazuo Fujisawa                                                   | Sunday Racing                                                    |
| 12 octobre  | Canadian International Stakes | Canada          | Woodbine      | Course non disputée (crise sanitaire de la pandémie de Covid-19) | Course non disputée (crise sanitaire de la pandémie de Covid-19) | Course non disputée (crise sanitaire de la pandémie de Covid-19) | Course non disputée (crise sanitaire de la pandémie de Covid-19) | Course non disputée (crise sanitaire de la pandémie de Covid-19) |
| 18 octobre  | E.P. Taylor Stakes            | Canada          | Woodbine      | Étoile                                                           | France                                                           | Rafael Hernandez                                                 | Chad Brown                                                       | Peter Brant                                                      |
| 18 octobre  | Shūka Shō                     | Japon           | Kyoto         | Daring Tact                                                      | Japon                                                            | Kohei Matsuyama                                                  | Haruki Sugiyama                                                  | Normandy Thoroughbred Racing                                     |
| 25 octobre  | Kikuka Shō                    | Japon           | Kyoto         | Contrail                                                         | Japon                                                            | Yuichi Fukunaga                                                  | Yoshito Yahagi                                                   | Shinji Maeda                                                     |
| 26 octobre  | Cox Plate                     | Australie       | Moonee Valley | Sir Dragonet                                                     | Irlande                                                          | Glen Boss                                                        | C. Maher & D. Eustace                                            | Phil M. Mehrten, Aziz 'Ozzie' Kheir & Co                         |
| 28 octobre  | Tennō Shō (automne)           | Japon           | Kyoto         | Almond Eye                                                       | Japon                                                            | Christophe Lemaire                                               | Sakae Kunieda                                                    | Silk Racing                                                      |
| 3 novembre  | Melbourne Cup                 | Australie       | Flemington    | Twilight Payment                                                 | Irlande                                                          | Jye McNeil                                                       | Joseph O'Brien                                                   | Lloyd Williams                                                   |
| 15 novembre | Queen Elizabeth II Cup        | Japon           | Kyoto         | Lucky Lilac                                                      | Japon                                                            | Christophe Lemaire                                               | Mikio Matsunaga                                                  | Sunday Racing                                                    |
| 29 novembre | Japan Cup                     | Japon           | Fuchū         | Almond Eye                                                       | Japon                                                            | Christophe Lemaire                                               | Sakae Kunieda                                                    | Silk Racing                                                      |
| 13 décembre | Hong Kong Sprint              | Hong Kong       | Sha Tin       | Danon Smash                                                      | Japon                                                            | Ryan Moore                                                       | Takayuki Yasuda                                                  | Danox Co Ltd                                                     |
| 13 décembre | Hong Kong Mile                | Hong Kong       | Sha Tin       | Golden Sixty                                                     | Hong Kong                                                        | Yo Chak-yiu                                                      | Lui Kin-wan                                                      | S. Chan Ka Leung                                                 |
| 13 décembre | Hong Kong Vase                | Hong Kong       | Sha Tin       | Mogul                                                            | Irlande                                                          | Ryan Moore                                                       | Aidan O'Brien                                                    | Coolmore                                                         |
| 13 décembre | Hong Kong Cup                 | Hong Kong       | Sha Tin       | Normcore                                                         | Japon                                                            | Zac Purton                                                       | Kiyoshi Hagiwara                                                 | Seiichi Iketani                                                  |
| 27 décembre | Arima Kinen                   | Japon           | Nakayama      | Chrono Genesis                                                   | Japon                                                            | Yuichi Kitamura                                                  | Takashi Saito                                                    | Sunday Racing                                                    |

## Obstacles

### Récompenses

#### Jockeys
| Rang | Jockey             | Chevaux | Partants | Victoires | Places | Allocations (€) |
| ---- | ------------------ | ------- | -------- | --------- | ------ | --------------- |
| 1    | Angelo Zuliani     | 156     | 275      | 90        | 127    | 2.959.474       |
| 2    | Clément Lefébvre   | 184     | 392      | 83        | 179    | 2.102.841       |
| 3    | James Reveley      | 168     | 297      | 51        | 166    | 1.890.367       |
| 4    | Bertrand Lestrade  | 169     | 270      | 50        | 135    | 2.216.875       |
| 5    | Charlotte Prichard | 122     | 190      | 47        | 83     | 765.485         |
| 6    | Kévin Nabet        | 125     | 197      | 46        | 89     | 2.025.831       |
| 7    | Kilian Dubourg     | 82      | 151      | 38        | 76     | 677.428         |
| 8    | Félix de Giles     | 207     | 345      | 36        | 149    | 1.451.358       |
| 9    | Nathalie Desoutter | 88      | 155      | 30        | 82     | 902.702         |
| 10   | Alain de Chitray   | 199     | 301      | 29        | 142    | 1.232.876       |

#### Entraineurs
| Rang | Entraîneur             | Chevaux | Partants | Victoires | Places | Allocations (€) |
| ---- | ---------------------- | ------- | -------- | --------- | ------ | --------------- |
| 1    | François Nicolle       | 303     | 924      | 219       | 445    | 7.319.363       |
| 2    | Lageneste et Macaire   | 265     | 878      | 187       | 448    | 4.539.907       |
| 3    | David Cottin           | 149     | 439      | 96        | 201    | 2.932.491       |
| 4    | Gabriel Lennders       | 163     | 553      | 101       | 257    | 2.479.503       |
| 5    | Arnaud Chaillé-Chaillé | 125     | 419      | 55        | 223    | 2.033.094       |
| 6    | Yannick Fouin          | 93      | 386      | 43        | 198    | 1.726.171       |
| 7    | E. Clayeux             | 97      | 378      | 54        | 171    | 1.369.638       |
| 8    | F.M. Cottin            | 93      | 451      | 20        | 156    | 1.185.826       |
| 9    | P. Quinton             | 102     | 327      | 28        | 169    | 978.708         |
| 10   | Dominique Bressou      | 60      | 193      | 27        | 78     | 919.507         |

#### Propriétaires
| Rang | Propriétaire          | Chevaux | Partants | Victoires | Places | Allocation (€) |
| ---- | --------------------- | ------- | -------- | --------- | ------ | -------------- |
| 1    | Madame Patrick Papot  | 83      | 268      | 49        | 122    | 1.784.302      |
| 2    | Haras de Saint-Voir   | 77      | 318      | 50        | 149    | 1.395.442      |
| 3    | Madame Magalen Bryant | 61      | 164      | 34        | 74     | 937.505        |
| 4    | François Nicolle      | 106     | 311      | 74        | 146    | 890.782        |
| 5    | Palmyr Racing         | 112     | 369      | 76        | 208    | 849.423        |
| 6    | Yannick Fouin         | 59      | 268      | 25        | 141    | 796.737        |
| 7    | Jacques Detre         | 50      | 165      | 27        | 86     | 786.804        |
| 8    | Madame Henri Devin    | 32      | 103      | 22        | 46     | 687.444        |
| 9    | Écurie centrale       | 81      | 391      | 15        | 130    | 668.288        |
| 10   | Simon Munir           | 57      | 190      | 29        | 111    | 652.055        |

### Résultats

#### Résultats des courses de groupe 1 en France
| Date       | Course                           | Discipline    | Hippodrome | Vainqueur         | Pays   | Père        | Jockey            | Entraîneur      | Propriétaire       |
| ---------- | -------------------------------- | ------------- | ---------- | ----------------- | ------ | ----------- | ----------------- | --------------- | ------------------ |
| 18 octobre | Grand Steeple-Chase de Paris     | Steeple-Chase | Auteuil    | Docteur de Ballon | France | Doctor Dino | Bertrand Lestrade | Louisa Carberry | Monique Gasche-Luc |
|            | Prix Ferdinand Dufaure           | Steeple-Chase | Auteuil    |                   |        |             |                   |                 |                    |
|            | Prix Alain du Breil              | Haies         | Auteuil    |                   |        |             |                   |                 |                    |
|            | Grande Course de Haies d'Auteuil | Haies         | Auteuil    |                   |        |             |                   |                 |                    |
|            | Grand Prix d'Automne             | Haies         | Auteuil    |                   |        |             |                   |                 |                    |
|            | Prix Maurice Gillois             | Steeple-Chase | Auteuil    |                   |        |             |                   |                 |                    |
|            | Prix Cambacérès                  | Haies         | Auteuil    |                   |        |             |                   |                 |                    |
|            | Prix La Haye Jousselin           | Steeple-Chase | Auteuil    |                   |        |             |                   |                 |                    |
|            | Prix Renaud du Vivier            | Haies         | Auteuil    |                   |        |             |                   |                 |                    |

## Trot

### Résultats
Résultats des Groupe 1 en France et des principales courses à l'étranger.
| Date         | Course                                       | Pays             | Hippodrome     | Vainqueur                                                        | Pays                                                             | Jockey/Driver                                                    | Entraîneur                                                       |
| ------------ | -------------------------------------------- | ---------------- | -------------- | ---------------------------------------------------------------- | ---------------------------------------------------------------- | ---------------------------------------------------------------- | ---------------------------------------------------------------- |
| 19 janvier   | Prix de Cornulier                            | France           | Vincennes      | Bilibili                                                         | France                                                           | Alexandre Abrivard                                               | Laurent-Claude Abrivard                                          |
| 26 janvier   | Prix d'Amérique                              | France           | Vincennes      | Face Time Bourbon                                                | France                                                           | Björn Goop                                                       | Sébastien Guarato                                                |
| 2 février    | Prix de l'Île-de-France                      | France           | Vincennes      | Bilibili                                                         | France                                                           | Alexandre Abrivard                                               | Laurent-Claude Abrivard                                          |
| 9 février    | Prix de France                               | France           | Vincennes      | Davidson du Pont                                                 | France                                                           | Jean-Michel Bazire                                               | Jean-Michel Bazire                                               |
| 9 février    | Prix des Centaures                           | France           | Vincennes      | Evangelina Blue                                                  | France                                                           | Mathieu Mottier                                                  | Jean-Philippe Mary                                               |
| 16 février   | Critérium des Jeunes                         | France           | Vincennes      | Havana d'Aurcy                                                   | France                                                           | Jean-Michel Bazire                                               | Jean-Michel Bazire                                               |
| 23 février   | Prix de Paris                                | France           | Vincennes      | Bélina Josselyn                                                  | France                                                           | Jean-Michel Bazire                                               | Jean-Michel Bazire                                               |
| 29 février   | Prix de Sélection                            | France           | Vincennes      | Face Time Bourbon                                                | France                                                           | Björn Goop                                                       | Sébastien Guarato                                                |
| 8 mars       | Grand Critérium de vitesse de la Côte d'Azur | France           | Cagnes-sur-Mer | Vivid Wise As                                                    | Italie                                                           | Alessandro Gocciadoro                                            | Alessandro Gocciadoro                                            |
| Avril        | Prix de l'Atlantique                         | France           | Enghien        | Course non disputée (crise sanitaire de la pandémie de Covid-19) | Course non disputée (crise sanitaire de la pandémie de Covid-19) | Course non disputée (crise sanitaire de la pandémie de Covid-19) | Course non disputée (crise sanitaire de la pandémie de Covid-19) |
| Avril        | Prix Étain Royal                             | Finlande         | Seinäjoki      | Course non disputée (crise sanitaire de la pandémie de Covid-19) | Course non disputée (crise sanitaire de la pandémie de Covid-19) | Course non disputée (crise sanitaire de la pandémie de Covid-19) | Course non disputée (crise sanitaire de la pandémie de Covid-19) |
| 25 avril     | Paralympiatravet                             | Suède            | Åby            | Elian Web                                                        | Finlande                                                         | Jorma Kontio                                                     | Katja Melkko                                                     |
| 9 mai        | Konung Gustaf V:s Pokal                      | Suède            | Åby            | Aetos Kronos                                                     | Suède                                                            | Johan Untersteiner                                               | Jerry Riordan                                                    |
| 9 mai        | Drottning Silvias Pokal                      | Suède            | Åby            | Diana Zet                                                        | Suède                                                            | Örjan Kihlström                                                  | Daniel Réden                                                     |
| 13 mai       | Saint-Léger des Trotteurs                    | France           | Caen           | Hopla des Louanges                                               | France                                                           | Adrien Lamy                                                      | Franck Leblanc                                                   |
| 17 mai       | Copenhagen Cup                               | Danemark         | Charlottenlund | Heart of Steel                                                   | Pays-Bas                                                         | Peter Untersteiner                                               | Peter Untersteiner                                               |
| 31 mai       | Elitloppet                                   | Suède            | Solvalla       | Propulsion                                                       | États-Unis                                                       | Örjan Kihlström                                                  | Daniel Réden                                                     |
| 13 juin      | Norrbottens Stora Pris                       | Suède            | Boden          | Antonio Tabac                                                    | Suède                                                            | Mika Forss                                                       | Jörgen Westholm                                                  |
| 14 juin      | Grand Prix d'Oslo                            | Norvège          | Bjerke         | Blé du Gers                                                      | France                                                           | Per Oleg Midtfjeld                                               | Frode Hamre                                                      |
| 27 juin      | Prix René Ballière                           | France           | Vincennes      | Face Time Bourbon                                                | France                                                           | Björn Goop                                                       | Sébastien Guarato                                                |
| 27 juin      | Kymi Grand Prix                              | Finlande         | Kouvola        | Vitruvio                                                         | Italie                                                           | Björn Goop                                                       | Björn Goop                                                       |
| 27 juin      | Prix Albert Viel                             | France           | Vincennes      | Helgafell                                                        | France                                                           | Éric Raffin                                                      | Philippe Allaire                                                 |
| 27 juin      | Prix du Président de la République           | France           | Vincennes      | Gladys des Plaines                                               | France                                                           | Matthieu Mottier                                                 | Gilles Curens                                                    |
| 27 juin      | Prix d'Essai                                 | France           | Vincennes      | Hudson Védaquais                                                 | France                                                           | Yoann Lebourgeois                                                | Philippe Allaire                                                 |
| 27 juin      | E3 Långa                                     | Suède            | Färjestad      | Global Badman                                                    | Suède                                                            | Daniel Wäjersten                                                 | Daniel Wäjersten                                                 |
| 29 juin      | Gran Premio Tino Triossi                     | Italie           | Capanelle      | Always Ek                                                        | Italie                                                           | Andrea Guzzinati                                                 | Alessandro Gocciadoro                                            |
| 29 juin      | Gran Premio Gaetano Turilli                  | Italie           | Capanelle      | Vivid Wise As                                                    | Italie                                                           | Alessandro Gocciadoro                                            | Alessandro Gocciadoro                                            |
| 5 juillet    | Suur-Hollola-Ajo                             | Finlande         | Lahti          | Elian Web                                                        | Finlande                                                         | Jorma Kontio                                                     | Katja Melkko                                                     |
| 8 juillet    | Sprintermästaren                             | Suède            | Halmstad       | Don Fanucci Zet                                                  | Suède                                                            | Örjan Kihlström                                                  | Daniel Réden                                                     |
| 11 juillet   | Mémorial Ulf Thoresen                        | Norvège          | Jarlsberg      | Blé du Gers                                                      | France                                                           | Vidar Hop                                                        | Frode Hamre                                                      |
| 19 juillet   | Stochampionatet                              | Suède            | Axevalla       | Diana Zet                                                        | Suède                                                            | Örjan Kihlström                                                  | Daniel Réden                                                     |
| 26 juillet   | Gran Premio Citta' di Napoli                 | Italie           | Agnano         | Barbaresco Grif                                                  | Italie                                                           | Enrico Bellei                                                    | Holger Ehlert                                                    |
| 28 juillet   | Hugo Åbergs Memorial                         | Suède            | Jägersro       | Double Exposure                                                  | États-Unis                                                       | Örjan Kihlström                                                  | Daniel Réden                                                     |
| 2 août       | Grand Prix de Wallonie                       | Belgique         | Mons           | Face Time Bourbon                                                | France                                                           | Björn Goop                                                       | Sébastien Guarato                                                |
| 8 août       | Hambletonian                                 | États-Unis       | Meadowlands    | Ramona Hill                                                      | États-Unis                                                       | Andrew McCarthy                                                  | Tony Alagna                                                      |
| 7 août       | John Cashman, Jr. Memorial                   | États-Unis       | Meadowlands    | Gimpanzee                                                        | États-Unis                                                       | Brian Sears                                                      | Marcus Melander                                                  |
| 8 août       | Åby Stora Pris                               | Suède            | Åby            | Moni Viking                                                      | Norvège                                                          | Björn Goop                                                       | Björn Goop                                                       |
| 15 août      | Gran Premio Citta' di Montecatini            | Italie           | Montecatini    | Vernissage Grif                                                  | Italie                                                           | Alessandro Gocciadoro                                            | Alessandro Gocciadoro                                            |
| 19 août      | Jubileumspokalen                             | Suède            | Solvalla       | Missle Hill                                                      | États-Unis                                                       | Örjan Kihlström                                                  | Daniel Réden                                                     |
| 19 août      | Championnat européen des juments             | Suède            | Solvalla       | Conrads Rödluva                                                  | Suède                                                            | Örjan Kihlström                                                  | Daniel Réden                                                     |
| 19 août      | St. Michel Ajo                               | Finlande         | Mikkeli        | Next Direction                                                   | Finlande                                                         | Iikka Nurmonen                                                   | Timo Hulkkonen                                                   |
| 25 août      | Gran Premio Tito Giovanardi                  | Italie           | Modena         | Blackflash Bar                                                   | Italie                                                           | Santo Mollo                                                      | Fausto Barelli                                                   |
| 29 août      | Sundsvall Open Trot                          | Suède            | Bergsåker      | Milligan's School                                                | États-Unis                                                       | Ulf Eriksson                                                     | Stefan Melander                                                  |
| 29 août      | Critérium des 4 ans                          | France           | Vincennes      | Gunilla d'Atout                                                  | France                                                           | Björn Goop                                                       | Sébastien Guarato                                                |
| 29 août      | Critérium des 5 ans                          | France           | Vincennes      | Face Time Bourbon                                                | France                                                           | Björn Goop                                                       | Sébastien Guarato                                                |
| 29 août      | Dansk Hoppe Derby                            | Danemark         | Charlottenlund | Eenymeenyminymoe                                                 | Danemark                                                         | Flemming Jensen                                                  | Flemming Jensen                                                  |
| 30 août      | Danskt Trav-Derby                            | Danemark         | Charlottenlund | Extreme                                                          | Danemark                                                         | Steen Juul                                                       | Steen Juul                                                       |
| 4 septembre  | Finlandia Ajo                                | Finlande         | Vermo          | Zarenne Fas                                                      | Italie                                                           | Santtu Raitala                                                   | Jerry Riordan                                                    |
| 5 septembre  | Grand Derby finlandais                       | Finlande         | Vermo          | Mascate Match                                                    | Finlande                                                         | Pekka Korpi                                                      | Pekka Korpi                                                      |
| 5 septembre  | Campionato Europeo                           | Italie           | Cesena         | Vernissage Grif                                                  | Italie                                                           | Alessandro Gocciadoro                                            | Alessandro Gocciadoro                                            |
| 5 septembre  | Traber Derby                                 | Allemagne        | Mariendorf     | Wild West Diamant                                                | Pays-Bas                                                         | Robin Bakker                                                     | Paul Hagoort                                                     |
| 5 septembre  | Svenskt Travderby                            | Suède            | Malmö          | Hail Mary                                                        | Suède                                                            | Robert Bergh                                                     | Robert Bergh                                                     |
| 6 septembre  | Gran Premio Nazionale                        | Italie           | La Maura       | Barbaresco Grif                                                  | Italie                                                           | Enrico Bellei                                                    | Holger Ehlert                                                    |
| 13 septembre | Norsk Travkriterium                          | Norvège          | Bjerke         | High Flyer                                                       | Norvège                                                          | Erlend Rennesvik                                                 | Kim Pedersen                                                     |
| 13 septembre | Norsk Travderby                              | Norvège          | Bjerke         | Iggy B.R.                                                        | Norvège                                                          | Magnus Teien Gundersen                                           | Geir Vegard Gundersen                                            |
| 19 septembre | Prix de l'Étoile                             | France           | Vincennes      | Face Time Bourbon                                                | France                                                           | Björn Goop                                                       | Sébastien Guarato                                                |
| 19 septembre | Prix de Normandie                            | France           | Vincennes      | Flamme du Goutier                                                | France                                                           | Antoine Wiels                                                    | Thierry Duvaldestin                                              |
| 26 septembre | Svenskt Travkriterium                        | Suède            | Solvalla       | Brambling                                                        | Suède                                                            | Örjan Kihlström                                                  | Daniel Réden                                                     |
| 26 septembre | Svenskt Trav-Oaks                            | Suède            | Solvalla       | Eagle Eye Cherry                                                 | Suède                                                            | Stefan Persson                                                   | Björn Goop                                                       |
| Septembre    | UET Trotting Masters                         | Union européenne |                | Course non disputée (crise sanitaire de la pandémie de Covid-19) | Course non disputée (crise sanitaire de la pandémie de Covid-19) | Course non disputée (crise sanitaire de la pandémie de Covid-19) | Course non disputée (crise sanitaire de la pandémie de Covid-19) |
| 26 septembre | Prix des Élites                              | France           | Vincennes      | Feeling Cash                                                     | France                                                           | Éric Raffin                                                      | Philippe Allaire                                                 |
| 27 septembre | Gran Premio Continentale                     | Italie           | Bologna        | Alrajah One                                                      | Italie                                                           | Alessandro Gocciadoro                                            | Alessandro Gocciadoro                                            |
| 3 octobre    | Critérium de trot finlandais                 | Finlande         | Tampere        | Sahara Jaeburn                                                   | Finlande                                                         | Jorma Kontio                                                     | Timo Nurmos                                                      |
| 11 octobre   | Derby Italien                                | Italie           | Agnano         | Bleff Dipa                                                       | Italie                                                           | Roberto Vecchione                                                | Holger Ehlert                                                    |
| 11 octobre   | Oaks del Trotto                              | Italie           | Agnano         | Betta Zack                                                       | Italie                                                           | Andrea Guzzinati                                                 | Alessandro Gocciadoro                                            |
| Octobre      | International Trot                           | États-Unis       | Yonkers        | Course non disputée (crise sanitaire de la pandémie de Covid-19) | Course non disputée (crise sanitaire de la pandémie de Covid-19) | Course non disputée (crise sanitaire de la pandémie de Covid-19) | Course non disputée (crise sanitaire de la pandémie de Covid-19) |
| 16 octobre   | Championnat européen des 3 ans               | Union européenne | Vincennes      | Helgafell                                                        | France                                                           | Éric Raffin                                                      | Philippe Allaire                                                 |
| 16 octobre   | Grand Prix de l'UET                          | Union européenne | Vincennes      | Power                                                            | Suède                                                            | Robert Bergh                                                     | Robert Bergh                                                     |
| 16 octobre   | Championnat européen des 5 ans               | Union européenne | Vincennes      | Féérie Wood                                                      | France                                                           | Alexandre Abrivard                                               | Laurent-Claude Abrivard                                          |
| 23 octobre   | Gran Premio Delle Nazioni                    | Italie           | La Maura       | Billie de Montfort                                               | France                                                           | Gabriele Gelormini                                               | Sébastien Guarato                                                |
| 25 octobre   | Gran Premio Lotteria                         | Italie           | Agnano         | Zacon Gio                                                        | Italie                                                           | Roberto Vecchione                                                | Holger Ehlert                                                    |
| 31 octobre   | Breeders' Crown Open                         | États-Unis       | Hoosier Park   | Gimpanzee                                                        | États-Unis                                                       | Brian Sears                                                      | Marcus Melander                                                  |
| 1er novembre | Gran Premio Orsi Mangelli                    | Italie           | La Maura       | Bepi Bi                                                          | Italie                                                           | Federico Esposito                                                | Alessandro Gocciadoro                                            |
| 15 novembre  | Gran Premio d'Europa                         | Italie           | Agnano         | Alrajah One                                                      | Italie                                                           | Örjan Kihlström                                                  | Alessandro Gocciadoro                                            |
| 20 novembre  | Svensk Uppfödningslöpning                    | Suède            | Jägersro       | Islay Mist Sisu                                                  | Suède                                                            | Peter Ingves                                                     | Per Nordström                                                    |
| 22 novembre  | Palio Dei Comuni                             | Italie           | Montegiorgio   | Chief Orlando                                                    | Norvège                                                          | Vincenzo Gallo                                                   | Holger Ehlert                                                    |
| 28 novembre  | Grand Prix Mipaaft Allevamento (poulains)    | Italie           | Agnano         | Callmethebreeze                                                  | Italie                                                           | Alessandro Gocciadoro                                            | Alessandro Gocciadoro                                            |
| 28 novembre  | Grand Prix Mipaaft Allevamento (pouliches)   | Italie           | Agnano         | Cindy Truppo                                                     | Italie                                                           | Thorsten Tietz                                                   | Thorsten Tietz                                                   |
| 19 décembre  | Critérium des 3 ans                          | France           | Vincennes      | Hanna des Molles                                                 | France                                                           | Alexandre Abrivard                                               | Laurent-Claude Abrivard                                          |
| 26 décembre  | Prix de Vincennes                            | France           | Vincennes      | Helitloppet                                                      | France                                                           | Adrien Lamy                                                      | Franck Leblanc                                                   |
| 26 décembre  | Critérium Continental                        | France           | Vincennes      | Gu d'Héripré                                                     | France                                                           | Franck Nivard                                                    | Philippe Billard                                                 |

## Faits marquants
Le calendrier des courses a été largement chamboulé en raison des mesures prises contre la pandémie de Covid-19, de nombreuses épreuves étant courues à des dates inhabituelles, délocalisées voire dans certains cas annulées.

### Janvier
- 1er janvier : Coolmore annonce avoir acquis 50% du vainqueur putatif du Kentucky Derby, Maximum Security. Les Irlandais poursuivent, après American Pharoah et Justify, leur OPA sur les champions américains en vue de leur carrière d'étalon[1].
- 26 janvier 2020 : Face Time Bourbon remporte son premier Prix d'Amérique devant Davidson du Pont et Bélina Josselyn.

### Février
- 9 février : mal loti par le tirage au sort avec son n°8 derrière l'autostart, Face Time Bourbon échoue de peu face à Davidson du Pont dans le Prix de France, malgré une magnifique ligne droite.
- 29 février : première édition de la Saudi Cup à Riyad, en Arabie Saoudite. Avec ses 20 millions de dollars d'allocation, dont la moitié pour le vainqueur, elle devient dès sa création la course la plus richement dotée au monde. L'Américain Maximum Security (héros malheureux du Kentucky Derby 2019) inaugure le palmarès.

### Mars
- 17 mars : en raison de l'épidémie de Covid-19, les hippodromes français ferment à partir du 17 mars 2020[2].
- 29 mars : la réunion de la Dubaï World Cup est annulée en raison de l'épidémie de Covid-19.

### Mai
- 11 mai : en France, les courses reprennent à huis clos en "zone verte".
- 14 mai : le champion Battaash tire sa révérence, après avoir animé les sprints européens durant cinq saisons.
- 31 mai : l'invaincu Contrail gagne le Tokyo Yushun, le Derby japonais.
- 31 mai : Propulsion, que l'on disait en déclin, décroche le graal en remportant enfin, à sa cinquième tentative, l'Elitloppet. On ne le sait pas encore, mais ce sera la dernière course de sa carrière.

### Juin
- 1er juin : Victor Ludorum remporte la Poule d'Essai des Poulains, et Dream and Do la Poule d'Essai des Pouliches.
- 2 juin : coup de tonnerre : le journal norvégien Trav Og Galopp Nytt révèle, preuves à l'appui, que Propulsion a subi une névrectomie au début de sa carrière, lorsqu'il se produisait encore aux États-Unis, quelques mois avant son exportation en Suède[3]. Cet acte chirurgical bénin, autorisé outre-Atlantique, est interdit en Europe, si bien que le cheval n'aurait jamais dû se produire ailleurs que dans son pays natal. Propulsion est donc instantanément suspendu de toute compétition.
- 6 juin : finalement, Pinatubo n'est pas le nouveau Frankel : annoncé comme un crack, le meilleur 2 ans européen est battu pour sa rentrée dans les 2000 Guinées, terminant troisième.
- 14 juin : Sottsass, lauréat du Prix du Jockey-Club 2019 et troisième du Prix de l'Arc de Triomphe, effectue une rentrée victorieuse dans le Prix Ganay[4].
- 20 juin : Pinatubo est de nouveau battu, cette fois dans les St. James's Palace Stakes, où il subit la loi de Palace Pier, un poulain passé par les handicaps et non les classiques.

### Juillet
- 4 juillet : étrange Derby d'Epsom : second couteau du contingent Coolmore et monté par le quatrième jockey de l'écurie O'Brien qui n'avait plus gagné une course depuis 10 mois, Serpentine prend la poudre d'escampette et vole la course aux dépens des favoris, tandis que deux gros outsiders, Khalifa Sat et Amhran Na Bhfiann, s'octroient les accessits.
- 5 juillet 2020 : Mishriff remporte le Prix du Jockey-Club et Fancy Blue le Prix de Diane.
- 12 juillet : Pinatubo se réhabilite en gagnant le Prix Jean Prat.
- 25 juillet : éblouissante Enable, qui devient le premier cheval à réussir le triplé dans les King George VI and Queen Elizabeth Diamond Stakes.

### Août
- 2 août : Bold Eagle fait ses adieux à la compétition dans un Grand Prix de Wallonie qui prend les allures d'un passage de témoin puisqu'il termine quatrième de son héritier Face Time Bourbon.
- 15 août : un plateau exceptionnel pour le Prix Jacques le Marois : le tenant du titre Romanised affronte le meilleur miler de 3 ans anglais Palace Pier, son équivalent français Persian King, le triple lauréat de groupe 1 Circus Maximus et l'Irlandaise Alpine Star (Coronation Stakes, 2e du Prix de Diane). C'est Palace Pier qui emporte la mise, devant Alpine Star, Circus Maximus et Persian King.

### Septembre
- 6 septembre : nouveau sommet du mile dans le Prix du Moulin de Longchamp : 6 partants et, fait exceptionnel, tous des multiples vainqueurs de groupe 1. Persian King s'impose devant, dans cet ordre, Pinatubo, Circus Maximus, Siskin (le lauréat des 2000 Guinées Irlandaises), Victor Ludorum (Poule d'Essai des Poulains) et Romanised.

### Octobre
- 4 octobre 2021 : énorme sensation à quelques heures du week-end du Prix de l'Arc de Triomphe : tous les représentants de Coolmore sont déclarés non-partants à la suite d'une contamination de plusieurs chevaux de l'écurie au Zilpaterol, une substance prohibée, via des aliments - contamination qui a obligé le même jour des entraîneurs anglais à retirer leurs chevaux outre-Manche[5]. La voie semble libre pour Enable, en passe de réaliser un triplé historique dans l'Arc. Mais la partenaire de Lanfranco Dettori n'est que l'ombre d'elle-même et termine sixième, laissant Sottsass offrir un premier Arc à son entraîneur Jean-Claude Rouget, et à son propriétaire Peter Brant. Persian King, monté sur la distance, termine troisième.
- 12 octobre : Juddmonte Farms, l'écurie de Khalid Abdullah, annonce comme prévu la fin de la carrière d'Enable[6].
- 18 octobre : en s'adjugeant le Shuka Sho, l'invaincue Daring Tact devient la sixième pouliche de l'histoire à conquérir la Triple Tiare, la Triple Couronne des pouliches japonaises.
- 25 octobre : Contrail remporte le Kikuka Sho et devient le huitième détenteur de la Triple Couronne japonaise.
- 26 octobre : poursuivant sa carrière en Australie, l'Irlandais Sir Dragonet, cinquième du Derby d'Epsom 2019, gagne le Cox Plate.
- 29 octobre : à la suite de l'affaire de la névrectomie, Propulsion se voit rétrospectivement disqualifié des 45 courses qu'il a disputées en Suède, déchu de tous ses titres, soit notamment 11 groupe 1, et son entourage est condamné à restituer quelque 3 millions d'euros d'allocations[7]. Il est en outre privé de son agrément d'étalon. D'autres jugements pourrait lui faire subir le même sort en ce qui concerne les courses disputées hors de Suède.

### Novembre
- 7 novembre : l'hippodrome de Keeneland accueille la Breeders' Cup. Authentic remporte son duel face à Maximum Security dans le Classic. Le jockey français Pierre-Charles Boudot s'illustre en gagnant deux épreuves, le Filly & Mare Turf avec Audarya et le Mile avec Order of Australia.
- 29 novembre : édition d'anthologie de la Japan Cup, qui réunit un plateau inédit. La grande Almond Eye, qui dispute sa dernière course, y est défiée par deux 3 ans invaincus : le lauréat de la Triple Couronne Contrail et Daring Tact, qui lui a succédé au palmarès de la Triple Tiare. Tous les trois se retrouvent sur le podium, mais c'est l'aînée qui a le dernier mot, et tire sa révérence de la plus belle des façons.

## Décès

### Hommes et femmes du monde hippique
- 15 septembre : Pat Smullen (né en 1977), jockey irlandais, lauréat de 30 groupe 1, neuf fois champion jockey en Irlande, honoré en 2019 d'un Daily Telegraph Award of Merit pour son action dans la lutte contre le cancer du pancréas, dont il était lui-même atteint[8].

### Chevaux
- 21 février : A.P. Indy, Cheval de l'année aux États-Unis (1992), membre du Hall of Fame des courses américaines.
- 16 avril : Shamardal, 2 ans européen de l'année en 2004, étalon de tête.
- 2 juin : Arrogate, meilleur 3 ans de l'année aux États-Unis (2016)
- 10 juin : Zoogin, champion trotteur suédois.
- 27 juin : Manduro, meilleur cheval du monde selon les ratings FIAH en 2007.
- 19 octobre : Järvsöfaks, considéré comme le meilleur trotteur à sang-froid de l'histoire.
- 22 octobre : Al Capone II, vainqueur du Grand Steeple-Chase de Paris et sextuple lauréat du Prix La Haye Jousselin[9].
- 3 décembre : Holly du Locton, championne au trot monté.